# لويس ماريا دراغو
لويس ماريا دراغو (بالإسبانية: Luis María Drago)‏ هو دبلوماسي ومحامي وصحفي وقاضي وسياسي أرجنتيني، ولد في 6 مايو 1859 في مرسيدس، مقاطعة بوينس آيرس في الأرجنتين، وتوفي في 9 يونيو 1921 في بوينس آيرس في الأرجنتين.

## روابط خارجية
- لويس ماريا دراغو على موقع الموسوعة البريطانية (الإنجليزية)